# Geir Karlstad
Geir Karlstad (Lørenskog, 7 de julio de 1963) es un deportista noruego que compitió en patinaje de velocidad sobre hielo. 
Participó en tres Juegos Olímpicos de Invierno, entre los años 1984 y 1992, obteniendo dos medallas en Albertville 1992, oro en 5000 m y bronce en 10 000 m. Ganó una medalla de bronce en el Campeonato Mundial de Patinaje de Velocidad sobre Hielo de 1989 y una medalla de bronce en el Campeonato Europeo de Patinaje de Velocidad sobre Hielo de 1989.

## Palmarés internacional
| Juegos Olímpicos   | Juegos Olímpicos      | Juegos Olímpicos  | Juegos Olímpicos      |
| Año                | Lugar                 | Medalla           | Prueba                |
| ------------------ | --------------------- | ----------------- | --------------------- |
| 1992               | Albertville (Francia) | Medalla de oro    | 5000 m                |
| 1992               | Albertville (Francia) | Medalla de bronce | 10 000 m              |
| Campeonato Mundial |                       |                   |                       |
| Año                | Lugar                 | Medalla           | Prueba                |
| 1989               | Oslo (Noruega)        | Medalla de bronce | Clasificación general |
| Campeonato Europeo |                       |                   |                       |
| Año                | Lugar                 | Medalla           | Prueba                |
| 1989               | Gotemburgo (Suecia)   | Medalla de bronce | Clasificación general |